# The Best Band You Never Heard in Your Life
The Best Band You Never Heard in Your Life dvostruki je uživo album na CD-u američkog glazbenika Frank Zappe, koji je objavljen u travnju 1991. godine.
Album je jedan od tri na kojima se nalazi materijal sa svjetske turneje iz 1988. Pored njega tu su još albumi Broadway the Hard Way i Jazz Noise Here. Na ovome albumu nalazi se skladba "Stairway to Heaven" od legendarnog sastava Led Zeppelin.

## Popis pjesama
Sve pjesme napisao je Frank Zappa, osim gdje je drugačije naznačeno.

### Disk 1
1. "Heavy Duty Judy" – 6:04
2. "Ring of Fire" (Merle Kilgore, June Carter) – 2:00
3. "Cosmik Debris" – 4:32
4. "Find Her Finer" – 2:42
5. "Who Needs the Peace Corps?" – 2:40
6. "I Left My Heart in San Francisco" (George C. Cory, Jr., Douglas Cross) – 0:36
7. "Zomby Woof" – 5:41
8. "Boléro" (Maurice Ravel) – 5:19
  - Removed from some European releases of the album
9. "Zoot Allures" – 7:07
10. "Mr. Green Genes" – 3:40
11. "Florentine Pogen" – 7:11
12. "Andy" – 5:51
13. "Inca Roads" – 8:19
14. "Sofa No. 1" – 2:49

### Disk 2
1. "Purple Haze" (Jimi Hendrix) – 2:27
2. "Sunshine of Your Love" (Peter Brown, Jack Bruce, Eric Clapton) – 2:30
3. "Let's Move to Cleveland" – 5:51
4. "When Irish Eyes Are Smiling" (Ernest Ball, George Graff, Chancellor Olcott) – 0:46
5. ""Godfather Part II" Theme" (Nino Rota) – 0:30
6. "A Few Moments with Brother A. West" (Brother A. West, Zappa) – 4:00
7. "The Torture Never Stops, Pt. 1" – 5:19
8. "Theme from "Bonanza"" (Ray Evans, Jay Livingston) – 0:28
9. "Lonesome Cowboy Burt" (Jimmy Swaggart verzija) – 4:54
10. "The Torture Never Stops, Pt. 2" – 10:47
11. "More Trouble Every Day" (Swaggart verzija) – 5:28
12. "Penguin in Bondage" (Swaggart verzija) – 5:05
13. "The Eric Dolphy Memorial Barbecue" – 9:18
14. "Stairway to Heaven" (Jimmy Page, Robert Plant) – 9:19

## Izvođači
- Frank Zappa – sintisajzer, gitara, klavijature, vokal
- Paul Carman – alt saksofon, bariton saksofon, sopran saksofon
- Bruce Fowler – trombon
- Walt Fowler – sintisajzer, truba, rog
- Mike Keneally – sintisajzer, gitara, ritam gitara, vokal
- Ed Mann – udaraljke, marimba, vibrafon, električne udaraljke
- Bobby Martin – klavijature, saksofon, vokal
- Kurt McGettrick – saksofon, bariton saksofon, klarinet
- Scott Thunes – sintisajzer, bas-gitara, vokal
- Chad Wackerman – bubnjevi, vokal, električne udaraljke
- Ray White – gitara
- Ike Willis – sintisajzer, gitara, ritam gitara, vokal
- Albert Wing – tenor saksofon

## Produkcija
- Frank Zappa – producent, aranžer, prikupljanje materijala
- Bob Stone – projekcija

## Vanjske poveznice
- Detalji o izlasku albuma